# 中川低地
中川低地（なかがわていち）は、関東平野西部の現在の中川沿岸に位置し、東を下総台地、西を大宮台地に挟まれ、南は東京低地と連続した沖積低地である。
この地域は中川（旧利根川）、江戸川、荒川などが氾濫するたびに浸水の被害を受けてきた低地であり、地形の勾配が緩く低平地の沖積層を形成している。
現在、中川低地には自然堤防や後背湿地、河畔砂丘（中川低地の河畔砂丘群）がみられる。自然堤防は洪水により川の両岸に土砂が堆積した微高地で、中川流域では小規模な島状であるが、古利根川左岸や古隅田川右岸には大規模に広がっている。
また、河畔砂丘は北西の卓越風により運ばれた砂が堆積したもので、埼玉県東部の特徴的な地形となっている。豊かな水利により、肥沃な穀倉地帯を形成し、米をはじめ野菜、果樹などの栽培が行われている。